# كين واليس
قائد الجناح كينيث هوراشيو واليس (Kenneth Horatio Wallis) (26 أبريل 1916 - 1 سبتمبر 2013) كان طيارًا ومهندسًا ومخترعًا بريطانيًا. خلال الحرب العالمية الثانية، خدم واليس في سلاح الجو الملكي وقام ب 28 مهمة قاذفة فوق ألمانيا. بعد الحرب، انتقل إلى البحث والتطوير، قبل أن يتقاعد في عام 1964. أصبح لاحقًا أحد الدعاة الرئيسيين في أوتوجايرو وحصل على 34 رقماً قياسياً عالمياً، ولا يزال يحتفظ بثمانية منهم حتى وفاته في عام 2013.

## حياة سابقة
ولد في 26 أبريل 1916 في إيلي، وتلقى تعليمه في مدرسة كينغز إيلي كمبريدجشير. طور واليس اهتمامًا عمليًا بالميكانيكا، حيث قام ببناء دراجة نارية في سن 11 عامًا. في عام 1936، استوحى إلهامه من مظاهرة قدمها هنري مينييه من Mignet HM.14 Pou-du-Ciel ("Flying Flea"). باستخدام كتاب Mignet فقط، جمع واليس المواد المطلوبة، وبدأ في بناء (Flying Flea) الخاص به. تخلى عن البناء بسبب الدعاية المعاكسة على نطاق واسع حول الحوادث المميتة التي تضمنت التصميم غير المناسب لهذا النوع.
اهتم واليس بالزوارق السريعة التي واصلها حتى عام 1957، عندما فاز بسباق 56 ميل (90 كـم) طويل ميسوري ماراثون.

## مهنة عسكرية
كان واليس حريصًا على الانضمام إلى سلاح الجو الملكي البريطاني، وتقدم بطلب للحصول على خدمة الاحتياط التطوعية، ولكن تم رفضه بسبب عيب في عينه اليمنى. وبالتالي، حصل على رخصة طيران خاصة. الذي يتطلب فقط شهادة موقعة من قبل طبيبه العام. حصل واليس على رخصة الطيران المزدوج والمفرد في 12 ساعة قياسية. في عام 1938، حاول واليس الانضمام إلى سلاح الجو الملكي البريطاني مرة أخرى، وهذه المرة مع مخطط لجنة الخدمة القصيرة التابع لسلاح الجو الملكي البريطاني، لكنه فشل مرة أخرى في اختبار العين. في عام 1939، تم استدعاؤه إلى سلاح الجو الملكي في أوكسبريدج، وتم إرساله مرة أخرى لتلقي العلاج. عندما يتعلق الأمر باختبار البصر، تمكن من اجتيازه، كما يتذكر واليس لاحقًا، «لقد قمت بعمل السطر الأول بعيني الجيدة ثم قاموا بتغطيتها وطلبوا مني قراءة النتيجة النهائية بعيني السيئة، دون أن يدركوا أنني فقط أدرت رأسي قليلاً حتى أتمكن من الرؤية مرة أخرى بعيني الجيدة - لقد مررت بها بعيون فوق المتوسط!»
بدأت مسيرة واليس العسكرية بدوريات ويستلاند ليساندر في سلاح الجو الملكي البريطاني. في عام 1942، تم نقله إلى قيادة القاذفات التابعة لسلاح الجو الملكي البريطاني، وحلقت في ويلينغتون بالقرب من غريمسبي. خدم واليس لاحقًا في إيطاليا وانتدب إلى القيادة الجوية الاستراتيجية للولايات المتحدة، حيث طار طائرة كونفير بي-36 الضخمة، التي كانت تحتوي على ستة محركات مكبسية وأربعة محركات نفاثة مساعدة. بعد ذلك، شارك في البحث والتطوير، وحصل على عدد من براءات الاختراع على اختراعاته. غادر واليس سلاح الجو الملكي البريطاني في عام 1964، وتقاعد في نورفولك.

## أوتوجيروس

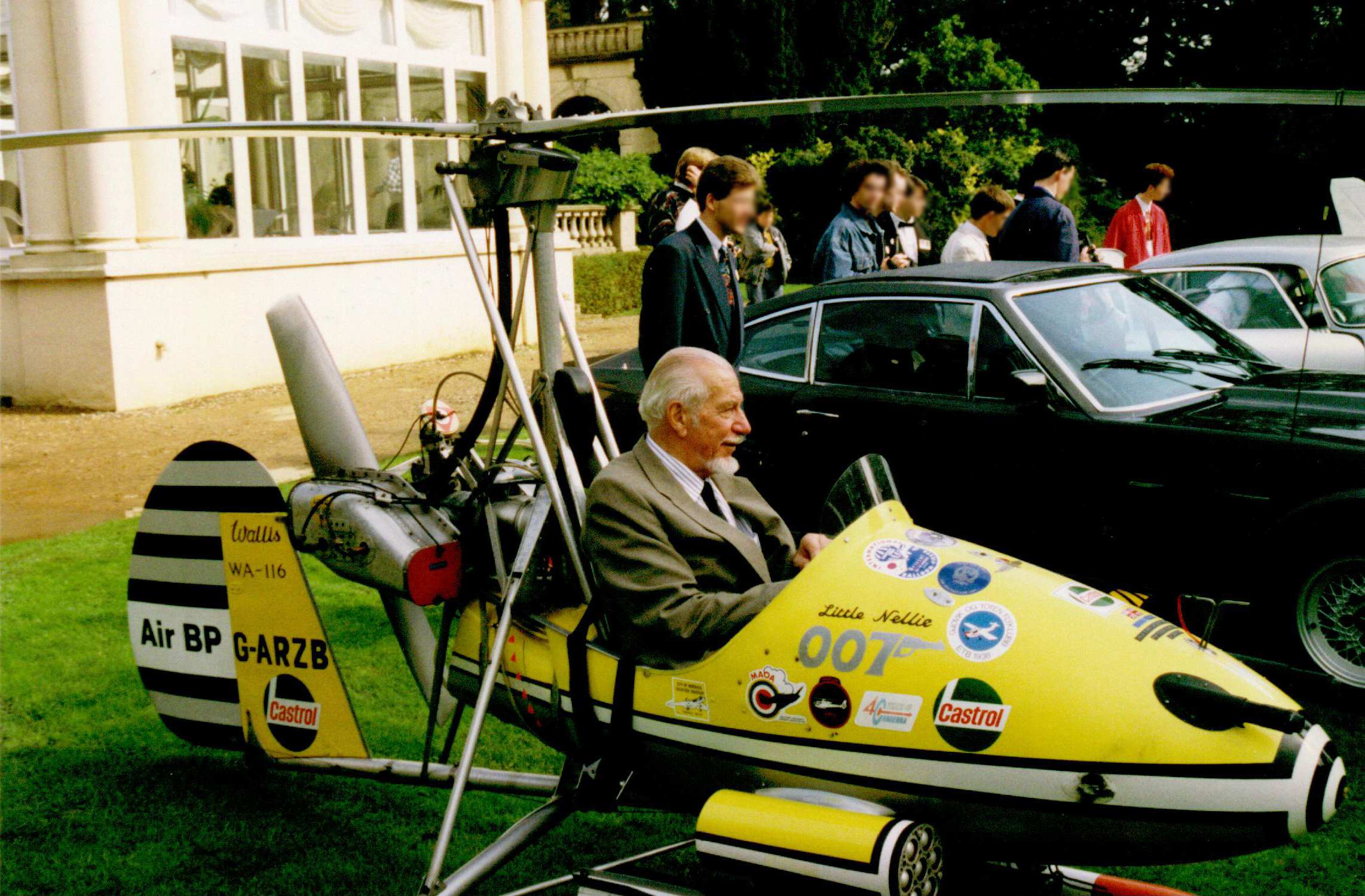
الطائرة الصغيرة أوتوجايرو، ليتل نيللي، كما ظهرت في فيلم جيمس بوند "أنت فقط تعيش مرتين"

واليس الذي عاش في قاعة ريميرستون في نورفولك أنتج أوتوجايرو من أجل «الاستطلاع والبحث والتطوير والمراقبة والأغراض العسكرية»، على حد تعبيره، ولم تكن تصميماته متاحة للمتحمسين لأنه اعتبر أنه على الرغم من أن التصميم بسيط، إلا أنه يمتلك ليتم بناؤها بالمعايير المناسبة. تضمنت مساهمته في تصميم أوتوجايرو «رأس دوار قيمبال تعويض».
حصل واليس على مساعدة من شركة بيغل للطائرات في بناء خمس سيارات من طراز (Wallis WA-116) أوتوجايرو في شورهام في عام 1962 لتقييمها من قبل الجيش البريطاني. انتهى هذا التعاون عندما اختار الجيش البريطاني ويستلاند سيوكس لهذا الدور.
عمل واليس كطيار حيلة لشون كونري في فيلم جيمس بوند عام 1967 أنت فقط تعيش مرتين ، حيث طار إحدى طائراته WA-116 المسماة (Little Nellie).
في عام 1970 تم الإعلان عن أن (Airmark) ستنتج تصميمها التلقائي مع شهادة صلاحية للطيران، والتي تعتبر ضرورية للاستخدام التجاري لجهاز أوتوجايرو. كان السعر المتوقع حوالي 3000 جنيه إسترليني.
بين عامي 2006 و 2009، شاركت واليس في تصوير فيلم (Into the Wind)، وهو فيلم وثائقي لستيفن هاتون يعرض تجارب وذكريات أعضاء (Bomber Command) في زمن الحرب. الفيلم، الذي صدر في عام 2012، يعرض واليس العديد من تصميماته الذاتية.
كان واليس رئيسًا لمتحف نورفولك وسوفولك للطيران، وراعي مؤسسة الحفاظ على الذئب.

## أوتوجايرو والطائرات
- Wallbro نسخة مونوبلاين
- واليس WA-116 رشيق
- واليس WA-117
- واليس WA-118 نيزك
- واليس WA-119
- واليس WA-120
- واليس WA-121
- واليس WA-122

## الاعترافات
كان واليس صاحب الرقم القياسي العالمي المعترف به للعديد من فئات سجلات أوتوجايرو على مر السنين، كما تم الاعتراف به كأقدم طيار يسجل رقماً قياسياً عالمياً في الطيران عن عمر يناهز 89 عامًا. احتفظ واليس بمعظم الأرقام القياسية العالمية في مجال أوتوجايرو خلال مسيرته المهنية في الطيران. وتشمل هذه الاتحاد الدولي للرياضات الهوائية وقت الصعود، سجل سرعة يبلغ 189 كم / ساعة (111.7 mph)، وسجل مسافة الخط المستقيم 869.23 كيلومتر (540.11 ميل). في 16 نوفمبر 2002، زاد واليس سجل السرعة إلى 207.7 كم / ساعة (129.1 ميل في الساعة).
ظهر واليس بنفسه في حلقة من (Tell The Truth) بتاريخ 9 نوفمبر 1984، يناقش سجله التلقائي.
حصل واليس على (MBE) في عام 1996.
في يوليو 2013، تلقى واليس ميدالية حملته في 28 مهمة قاذفة فوق ألمانيا خلال الحرب العالمية الثانية.

## الحياة في وقت لاحق
كان متزوجًا من Peggy Stapley، وهي من قدامى المحاربين في القوات الجوية المساعدة للمرأة، من عام 1942 حتى وفاتها في عام 2003. توفي واليس في 1 سبتمبر 2013، عن عمر يناهز 97 عامًا. قبل وفاته، كان يعيش في قرية Reymerston الهادئة في نورفولك.
أقام مطار باكنهام القديم حدثًا تذكاريًا في 29 سبتمبر 2013 بناءً على طلب عائلة واليس: «احتفال بحياة قائد الجناح كين واليس». كان من المتوقع أن يحضر حوالي 500 شخص، لكن ما يقدر بنحو 3000 إلى 4000 حضروا الحدث.

## روابط خارجية
- www.kenwallisautogyro.com - موقع رسمي
- كين واليس على طائرة إيرو 360 - صورة تفاعلية بزاوية 360 درجة لكين مع مجموعة أوتوجايرو الخاصة به
- «إنك لا تعيش إلا مرة واحدة» - فيديو قصير